# لیول ۹۹۰۰
سیارک ۹۹۰۰ (به انگلیسی: 9900 Llull، نامگذاری:1997LL6) نه هزار و نهصدمین سیارک کشف شده‌است که در ۱۳ ژوئن ۱۹۹۷ کشف شد.
قدر مطلق سیارک برابر ۱۳٫۵۰ است.